# دوبيوك (كانساس)
دوبيوك Dubuque هو مجتمع غير مدمج يوجد في مقاطعتي بارتون وراسل في ولاية كانساس الأمريكية. ويقع على بعد حوالي 10 ميل (16 كـم) جنوب دورانس.

## تاريخ
استقر المهاجرون البولنديون من إلينوي وإنديانا وويسكونسن لأول مرة في المنطقة بعد الحرب الأهلية الأمريكية. وسرعان ما تبعهم ألمان الفولجا من مينيسوتا في ويسكونسن، ودوبيوك في آيوا. وافتتح مكتب بريد ريفي في عام 1879، وأنشأت القرية رسميًا في عام 1887. قام سكان المدينة من الكاثوليك المتدينين ببناء أول كنيسة لهم في أوائل سبعينيات القرن التاسع عشر. واستبدلوها في عام 1901 بكنيسة سانت كاترين الكاثوليكية التي لا تزال قائمة.  وتم إغلاق مكتب البريد عام 1909.  وبحلول عشرينيات القرن العشرين، بدأت مدينة دوبيوك تفقد سكانها ومجتمع أعمالها. وكل ما تبقى اليوم هو الكنيسة الكاثوليكية والمقبرة. 